# Мерешор
Мерешо́р — село у Хустському районі Закарпатської області, що в Україні. Входить до складу Колочавської сільської громади.

## Географія
На північно-східній стороні від села струмок Квасовець впадає у річку Тереблю.

## Назва
Перша згадка у 1888 році як Meresor, пізніше: 1892 та 1898 — Mercsor, 1906 — Meresul, Meresur, 1907 та 1913 — Rókarét, 1944 — Meresor, Мерешоръ, 1983 — Мерешор.

## Населення
Згідно з переписом УРСР 1989 року чисельність наявного населення села становила 558 осіб, з яких 280 чоловіків та 278 жінок.
За переписом населення України 2001 року в селі мешкало 711 осіб. 100 % населення вказало своєю рідною мовою українську.

## Церква св. Юрія
Муровану з цегли церкву, першу в селі, вдалося спорудити за один рік.
Велика заслуга в цьому, організатора будівництва, Василя Івановича Андруся та бригадира будівельників — Михайла Юрійовича Калинича. Від першого каменя і до покриття трудилися Іван Калинич, Юрій Калинич, Павло Барна, Василь Турак, Михайло Ковач та інші. Іконостас зробив Йосип Довганич із Золотарьова.
Церква має традиційну базилічну форму, над двосхилим дахом — велика і мала вежі, завершені шоломоподібними банями, стіни і вежа досить щільно заповнені вікнами.